# Canal Uno (Ecuador)
Canal Uno fue una cadena de televisión abierta ecuatoriana propiedad del Grupo Rivas y fue operado por Relad S.A. en la ciudad de Guayaquil y por Canal Uno S.A. en la ciudad de Quito. Fue lanzado al aire el 6 de noviembre de 1992 bajo el nombre de CRE Televisión. El canal fue miembro de la Asociación de Canales de Televisión del Ecuador, Alianza Informativa Latinoamericana y de la Organización de Televisión Iberoamericana. Cerró sus transmisiones el 6 de octubre de 2021 un día después de haber sido embargado por representantes del IESS y el SRI por una deuda estimada de USD 5 000 000 (cinco millones de dólares estadounidenses).

## Historia

#### CRE Televisión: 1992-1994
El canal inició sus emisiones bajo el nombre de CRE Televisión (acrónimo de Compañía Radiodifusora del Ecuador) a través de las empresas de televisión por cable en Guayaquil, emitiendo en la banda del Canal 12 UHF. La señal era propiedad de CRE Radio, una emisora radial que había lanzado en 1940. En sus inicios contaba con vídeos musicales, un informativo desde la cabina radial y telenovelas importadas de la vecina Colombia.
En diciembre de 1993, debido a los reajustes financieros, el empresario Rafael Guerrero Valenzuela vende las acciones del canal a un grupo de empresarios liderados por Fernando Aspiazu (entonces presidente del Banco del Progreso), Isidro Romero (entonces presidente del Barcelona Sporting Club) y Galo Roggiero (expresidente del Barcelona Sporting Club y entonces presidente de la Federación Ecuatoriana de Fútbol) con la finalidad de incursionarse en la televisión ecuatoriana.

#### Sistema Integral de Televisión (SíTV): 1994-2002
Por ello, el 1 de enero de 1994, se creó la sociedad Sistema Integral de Televisión (SíTV) conformada entre acciones con la finalidad de buscar una alternativa a la televisión comercial en el país que estaba fuertemente dominando por las ciudades de mayor población como: Guayaquil, Quito, Manta, Portoviejo, Machala y Salinas. Se realizó una mayor inversión y la proyección del nuevo canal, además se ajustó a la nueva programación de dibujos animados clásicos de la Hanna-Barbera (subsidiaria de la Warner Bros.), producciones propias y un espacio informativo renovado. El 18 de abril de 1994, inició las emisiones oficiales de SiTV, a través del Canal 12 VHF en Señal Abierta desde Guayaquil, de la cual se expandió al nivel nacional a través de satélite, siendo uno de los pioneros. En sus inicios contaba con una programación de 18 horas de producción local, servicios informativos y seriados animados que logró con buenos resultados de audiencia. 
Sin embargo, a raíz de la crisis económica a finales de los años 90 y la devaluación de la moneda oficial, la sociedad empezó a desprender debido de disputas personales y administrativas, por lo que el canal empezó a reducir completamente su audiencia. Uno de los mayores detonantes, fue la llegada del empresario Marcel Rivas Sáenz, quien luego de años como director general de Gamavisión, se tomó la propiedad del canal a través de las sociedades Banco del Progreso, Diario El Telégrafo, ElectroEcuador y la Empresa Eléctrica del Ecuador (Emelec) (Guayaquil), conformándose en la sociedad Canal 12 TV Ltda., sociedad que había sido inscrito antes. El canal empezó a cancelar programas propios, la reducción de los empleados y la programación se vio arrendada a la Conferencia Episcopal Ecuatoriana, bajo el nombre de Canal de Vida, por 22 horas, mientras que el resto de la programación solo era el informativo Telediario y una película adicional. El canal recibió préstamos bancarios a través del Banco del Progreso con la finalidad de cancelar las deudas financieras, incluyendo a los empleados del canal. Durante ese tiempo, los accionistas se recibió dinero otorgado a hipotecas, así como el gasto masivo del canal por la falta de publicidad y la venta de varios terrenos que iba a ser construidos como los nuevos centros de producción del canal. 
En 2001, SíTV vendió todos los activos y fueron cedidos al Consorcio TV12 Ltda., liderado por un grupo de empresas liderados por Rivas, con la finalidad de sanear las deudas financieras, así como la renovación de la concesión que estaba a punto de expendiese. Con la adquisición del canal, SiTV siguió mejorando la audiencia, cancelando el contrato de arriendo y comenzó a transmitir programas procedentes de RCN Televisión de Colombia y América Televisión del Perú en periodo de pruebas, aunque los informativos solo se mantuvo una sola edición por semana. 
Tras de reajustes financieros y la cancelación de los pagos pasivos de los acreedores, el canal sería relanzado como Canal Uno.

#### Canal Uno: 2002-2021
El canal fue relanzado oficialmente el 6 de mayo del 2002 como Canal Uno Televisión (en referencia al primer canal de televisión transmitido desde Guayaquil para todo el país en vía satélite). En sus inicios contó con una programación con producción propia como las transmisiones deportivas de Fútbol Uno con el Campeonato Ecuatoriano de Fútbol, la Copa Libertadores de América, los programas deportivos de Fútbol Uno y De Campeonato desde la era SíTV, retiró los programas de animé japonés a excepción de Mazinger Z por telenovelas extranjeras, así como se hizo el cargo de los programas de la mexicana Televisa, la cadena estadounidense hispana Univision y la colombiana Caracol Televisión, bajo un acuerdo de distribución. Canal Uno desde la pandemia de 2020 retiró los programas deportivos, y solo se enfocó a la programación de noticias, producción propia con bajo presupuesto y ofreció películas de cine Disney hasta su cierre en octubre de 2021.
En julio de 2008, luego que el gobierno de Rafael Correa confiscó los activos del Grupo Isaías tras la quiebra del Banco Filanbanco, Marcel Rivas se desprendió de sus acciones de Gamavisión, centrándose únicamente en Canal Uno, luego que varios empleados y presentadores se movieron a ese canal.

### Posible arriendo por parte de Sonorama
En marzo de 2023, se firmó un acuerdo estratégico de la Radio Sonorama con el empresario Fernando Rivas Sáenz, hijo del empresario Marciel Rivas Sáenz, con la finalidad de arrendar los horarios de programación del canal por 22 horas, a través de su canal de Youtube llamado Sonorama TV, que emiten conexiones desde la cabina de Radio Sonorama. 
Radio Sonorama emiten informativos como Noticiero Primera Hora, Sonodeportes y En Contexto, de la cual, apostaría al posible relanzamiento del Canal Uno como un canal de noticias las 24 horas del día.

### Sentencia judicial a Marcel Rivas Sáenz
El 12 de marzo del 2025, el empresario Marcel Rivas Sáenz, exdirector general de la compañía Relad S.A., conocido comercialmente como Canal Uno, fue sentenciado a tres años de prisión por el delito de retención ilegal de aportes relacionados por el Instituto Ecuatoriano de Seguridad Social (IESS) de sus extrabajadores.

## Programación
Canal Uno había transmitido varios programas internacionales, pertenecientes a los canales RCN, Caracol (Colombia), Venevisión (Venezuela) y TV Azteca (México).
Antes del cierre de sus transmisiones, su programación era de reposiciones de antiguos programas producidos por el canal y su noticiero en su edición estelar. Además de emitir películas clásicas de La India María, americanas, mexicanas y asiáticas. También poseía los derechos de la serie importada Mazinger Z.
Y también poseía los derechos de la serie animada y clásica La pantera rosa (serie animada).

### Programación actual
En su nueva etapa, Canal Uno emite contenidos variados como noticieros bajo el nombre Uno Noticias (del acuerdo con Sonorama), así como también un programa musical llamado Renacer Andino, vídeos musicales y eventos deportivos diferidos y en vivo de la productora TS Sports Ecuador, programas de variedades como "Así Está la Mañana " deportes "arte Marcial " y de farandúla "Calientitos" como estrategia de contenidos. Según rumores se habla de un posible y fuerte relanzamiento del Canal. Encargada por varios productores tanto de Quito y Guayaquil. 
Desde el viernes 5 de enero del 2024, Canal Uno, pasa a llamarse Sonorama TV ( momentáneamente )  con el fin de ser la señal de Radio Sonorama en Televisión Abierta en las ciudades de Quito por el canal 40, y en Guayaquil por el canal 12.

## Locutores
El canal tuvo locutores los cuales grabaron para los inicios y cierre de transmisiones, las intro y cierre de los programas, para las promo, los genéricos y las continuidades del canal, algunos de estos locutores fueron:
- Emilio García (1994-2000)
- Gabriel Eljuri † (1996-2018)
- Bryan Acevedo (2012-2020)

## Eslóganes
- 1992-1994:
- 1994-2000: SíTV, el canal que te ve....
  - 1994 (Mundial de 1994): SíTV, El canal del mundial.
  - Abril de 1995: 1 año junto a usted.
  - 1995: (Mundial Sub-17 1995): El canal oficial del Mundial Sub-17 Ecuador '95.
  - Abril de 1996: 2 años junto a usted.
  - 1996-1997: El canal oficial de la Selección del Ecuador en las Eliminatorias rumbo al mundial Francia '98.
  - 1996: (Olimpiadas Atlanta 1996): El canal oficial de las olimpiadas de Atlanta '96; el canal del centenario olímpico.
  - Abril de 1997: 3 años junto a usted.
  - 1997: 5 años junto a usted.
  - 1998: (Mundial 1998): El canal oficial del mundial Francia '98. ¿Quieres un cambio? cámbiate al 12.
  - 1999: 5 años junto a la gran familia ecuatoriana.
  - 1999-2000: El canal del nuevo milenio.
  - 2000: (Olimpiadas Sídney 2000): El canal oficial de las olimpiadas Sídney 2000; el canal olímpico.
- Octubre de 2001 - mayo de 2002: El canal de vida.
- 2002: Desde hoy nace Canal Uno.
  - 2002: (Mundial Corea-Japón 2002): El canal del mundial Corea y Japón 2002.
  - Mayo de 2003: 1 año junto a usted.
- 2003-2009: El canal del fútbol.
  - 2003-2004: Nadie como Uno. Como le gusta a Uno.
  - 2003-2005: El canal de las Eliminatorias rumbo al mundial Alemania 2006.
  - 2004-2006: Tu canal al entretenimiento.
  - Mayo de 2004: 2 años siendo parte de tu vida.
  - 2004 (Eurocopa 2004): El canal de la Eurocopa Portugal 2004.
  - 2004 (Perú 2004): El canal de la Copa América Perú 2004.
  - 2004: (Olimpiadas Atenas 2004): Tu canal a las olimpiadas.
  - Diciembre de 2004 (Navidad): Uno cambia en Navidad.
  - Mayo de 2005: 3 años siendo parte de tu vida.
  - Diciembre de 2005 (Navidad): Demos un giro demos amor.
  - 2006: (Mundial Alemania 2006): El canal del mundial.
  - Diciembre de 2006 (Navidad): La Navidad depende de Uno.
  - 2007-2009: Tu pasión, tu canal.
  - Mayo de 2007: 5 años siendo tu pasión, tu canal.
  - 2007: (Copa América 2007): El canal de la Copa América Venezuela 2007.
  - Mayo de 2008: 6 años siendo tu pasión, tu canal.
  - 2008: (Olimpiadas Beijing 2008): El canal de las olimpiadas. Enciende tu pasión olímpica.
- 2009-2010: Es tiempo de cambiar. El cambio empieza por Uno.
  - Mayo de 2009: 7 años siendo es tiempo de cambiar, el cambio empieza por Uno
  - Diciembre de 2009: Es tiempo de dar lo mejor de Uno.
  - 2010: (Mundial Sudáfrica 2010): Viviendo el mundial, mundial de primera.
- 2010-2011: Sube.
  - 2011: (Copa América 2011): El canal exclusivo de la Copa América Argentina 2011.
  - 2011: (Miss Universo 2011): El canal exclusivo de la Miss Universo 2011.
  - 2011: (Guadalajara 2011): El canal exclusivo de los Juegos Panamericanos 2011.
- 2011-2012: Para que veas.
  - Diciembre de 2011: (Navidad): En esta Navidad enciende tu corazón.
  - Mayo de 2012: 10 años para que veas.
- 2012-2013: ¡Se prendió!
  - Noviembre de 2012: 20 años haciendo historia en la televisión ecuatoriana.
  - 2012 (Miss Universo 2012): El canal exclusivo de la Miss Universo 2012.
- 2013-2014: Me quedo en el Uno.
  - 2013: (Miss Universo 2013): El canal exclusivo de la Miss Universo 2013.
- 2014-2015: Uno para todos.
  - 2014: (Brasil 2014): Se ve mundial!.
  - Mayo de 2014: Gracias por acompañarnos.
  - Enero de 2015: (Miss Universo 2014): El canal exclusivo de la Miss Universo 2014.
- 2015-2016: ¡La TV que te gusta!.
  - Diciembre de 2015: (Miss Universo 2015): El canal exclusivo de la Miss Universo 2015.
  - Diciembre de 2015: Feliz Navidad. Felices fiestas.
  - Enero de 2016: El nuevo líder de la televisión.
  - Mayo de 2016: 14 años.
  - Agosto de 2016: (Olimpiadas Río de Janeiro 2016): El canal oficial de las Olimpiadas.
  - Diciembre de 2016: Gracias por acompañarnos, Feliz Navidad. Gracias por acompañarnos, feliz año.
- 2017: ¡Al 2017 ponle ñeque!.
  - Mayo de 2017: 15 años, ¡creciendo contigo!.
  - Diciembre de 2017: La magia de la Navidad está en Canal Uno.
- 2018-2021: ¡Enciende tus emociones!.
  - Diciembre de 2018: Todo puede cambiar si Uno se lo propone, Feliz Navidad.
  - Mayo de 2019:

El canal oficial del Mundial Sub-20.